# Mara Abbott
Mara Katherine Abbott (født 14. november 1985) er en amerikansk tidligere professionel cykelrytter, der senest kørte for Wiggle High5. I 2010, blev Abbott bden første amerikanske cykelrytter der vandt Giro Donne (nu Giro Rosa), som var en af og nu den eneste Grand Tour i kvindernes landevejscykling. Abbott trak sig tilbage som professionel cykelrytter efter deltagelsen i landevejscykling ved de Olympiske sommerlege 2016, hvor hun endte på en 4. plads.